# Xenopithecus
 Xenopithecus  ist eine ausgestorbene Gattung der Primaten aus der Familie der Menschenaffen, die während des frühen Miozäns im Gebiet des heutigen Staates Kenia vorkam.

## Erstbeschreibung
Holotypus der Gattung und zugleich der Typusart Xenopithecus koruensis ist das Fragment eines linken Oberkiefers mit zwei erhaltenen, wenig abgeschliffenen Molaren M1 und M2 (Sammlungsnummer M 14081). Als Paratypus wurde 1933 in der Erstbeschreibung ein rechter, oberer, hinterer Milchgebiss-Molar beigegeben (M 14082). Ergänzend zu Holotypus und Paratypus wurde ein drittes Fossil der Typusart zugeordnet, eine Unterkiefer-Symphyse mit erhaltenem linken, dritten Prämolar (M 14083). Diese drei Fossilien hatte Arthur Tindell Hopwood 1931 als Oberflächenfund auf der Legetet-Farm aufgelesen, in unmittelbarer Nähe ferner Fossilien von Limnopithecus. An gleicher Stelle war einige Jahre zuvor der Holotypus von Proconsul entdeckt worden. Die Zuordnung der Unterkiefer-Symphyse begründete Hopwood mit ihrer Größe, die zu groß sei um von Limnopithecus zu stammen, aber zu zierlich, um von Proconsul zu stammen. Zähne und Kiefer wurden in der Erstbeschreibung in die verwandtschaftliche Nähe der Gibbons gestellt und insbesondere von Dryopithecus und Oreopithecus abgegrenzt.
Der Artname koruensis verweist auf den Fundort im Gebiet der Gemeinde Koru (Kisumu County) in Kenia. Verwahrort der Funde ist das Natural History Museum in London.

## Weitere Funde
Der Säugetierforscher und Paläontologe Donald Gordon MacInnes beschrieb bereits 1943 Fossilien von den Fundorten Rusinga Island und Songhor in Kenia, die er Xenopithecus koruensis zuschrieb: einen einzeln aufgelesenen, rechten Oberkiefer-Molar und vier Unterkiefer-Fragmente; er äußerte die Vermutung, Xenopithecus könne dem Formenkreis der Gattung Propliopithecus nahe stehen. MacInnes hatte zwischen 1932 und 1942 an mehreren Expeditionen teilgenommen, die zumeist von Louis Leakey geleitet wurden.
Auch in den folgenden Jahren wurden an diversen Fundstätten weitere Fossilien geborgen, die Merkmale mit Xenopithecus teilten. Allerdings wurde die Berechtigung wiederholt infrage gestellt, Xenopithecus als eigene Gattung neben die Gattung Proconsul zu stellen, da die speziellen Merkmale ihrer Zahnhöcker auch als Variante von Proconsul gedeutet werden konnten. So wurde beispielsweise 1980 von Cary T. Madden die neue Art Xenopithecus hamiltoni mit dem fossilen Oberkiefer-Fragment KNM-LS 7 als Holotypus beschrieben, die Gattung Xenopithecus wurde aber zugleich als Untergattung der Gattung Proconsul nachgeordnet, geschrieben Proconsul (Xenopithecus) hamiltoni. 1986 wurde Xenopithecus im Rahmen einer neuerlichen Revision der Art- und Gattungsnamen von Martin Pickford als eigenständige Gattung „wiederbelebt“.
Im 2019 veröffentlichten Concise Dictionary of Paleontology heißt es auf Seite 450 lakonisch knapp: „Xenopithecus – a proposed genus known only from a disputed jaw fragment, possibly of an early hominoid ape; Kenya, late Oligocene, 28 Ma.“ (eine vorgeschlagene Gattung, die nur von einem umstrittenen Kieferfragment bekannt ist, möglicherweise von einem frühen menschenartigen Affen; Kenia, spätes Oligozän, 28 Ma.)

## Belege
1. ↑  Arthur Tindell Hopwood: Miocene Primates from Kenya. In: Zoological Journal of the Linnean Society. Band 38, Nr. 260, 1933, S. 437–464, doi:10.1111/j.1096-3642.1933.tb00992.x.
2. ↑  Donald Gordon MacInnes: Notes on the East African Miocene Primates. In: Journal of the East Africa and Uganda Natural History Society. Band 17, Nr. 3–4, 1943, S. 141–181, Volltext.
3. ↑   Wilfrid Le Gros Clark: African Fossil Primates Discovered During 1947. In: Nature. Band 161, 1948, S. 667–669, doi:10.1038/161667a0.
4. ↑  Wilfrid Le Gros Clark und Louis Leakey: The Miocene Hominoidea of East Africa. Reihe: Fossil Mammals of Africa. Nr. 1, British Museum (Natural History), London 1951.
5. ↑  Cary T. Madden: New Proconsul (Xenopithecus) from the Miocene of Kenya. In: Primates. Band 21, Nr. 2, 1980, S. 241–252, doi:10.1007/BF02374037.
6. ↑  Russell H. Tuttle: Seven Decades of East African Miocene Anthropoid Studies. In: Hidemi Ishida, Russell Tuttle, Martin Pickford, Naomichi Ogihara, Masato Nakatsukasa (Hrsg.): Human Origins and Environmental Backgrounds. Springer New York, NY, 2006, ISBN 978-0-387-29638-8, S. 15–29 [hier: S. 23].
7. ↑  Robert L. Carlton: A Concise Dictionary of Paleontology. 2. Auflage 2019. Springer Nature Switzerland AG, 2019, ISBN 978-3-030-25585-5.